# Höhle von Pair-non-Pair

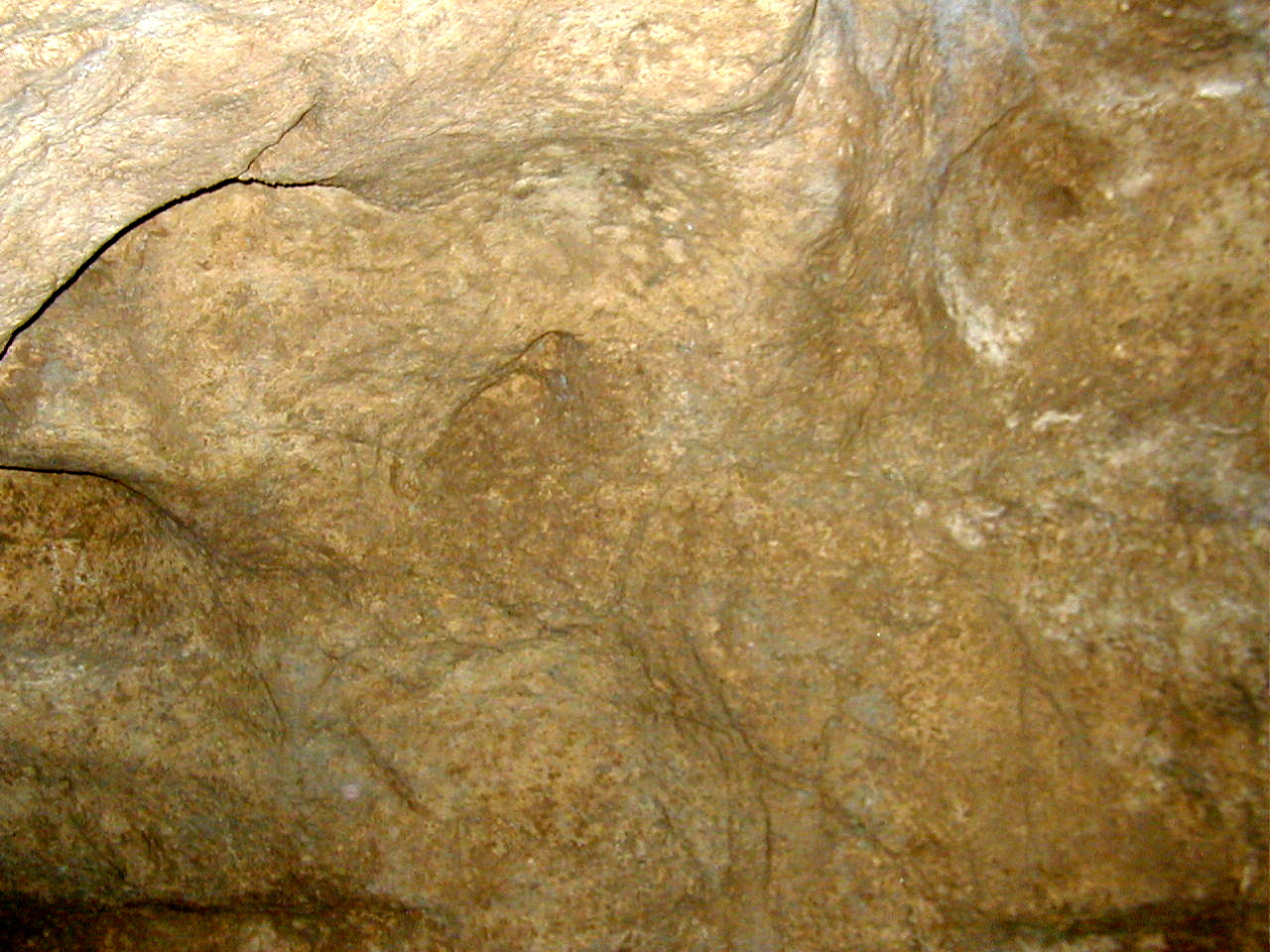
Ritzzeichnung (Mammut) in der Grotte von Pair-non-Pair

Die Höhle von Pair-non-Pair ist eine Höhle in Prignac-et-Marcamps in Nouvelle-Aquitaine in Frankreich und zugleich ein bedeutender archäologischer Fundplatz mit Petroglyphen aus dem älteren Jungpaläolithikum. Sie ist mit knapp 30 Metern Tiefe eine der kleinsten Bilderhöhlen innerhalb der Frankokantabrischen Höhlenkunst und die einzige öffentlich zugängliche prähistorische Stätte im Département Gironde.

## Entdeckung und Ausgrabung
Die Höhle von Pair-non-Pair wurde 1881 zufällig von einem Bauern entdeckt, der eine weidende Kuh einfing. Bei den am 6. März 1881 unter der Leitung von François Daleau (1845–1927) begonnenen Ausgrabungen wurden neben zahlreichen prähistorischen Ritzzeichnungen und Wandmalereien nahezu 15.000 Steinwerkzeugteile, Knochen und Elfenbein sowie etwa 6.000 Tierknochen entdeckt. Die Ausgrabungsarbeiten dauerten bis 1913 an. Die ältesten Gravuren ordnete Daleau dem Aurignacien zu, der ältesten archäologischen Kultur des Jungpaläolithikums (vor 33.000 bis 26.000 Jahren).

## Höhle
Über rund 1,5 m mächtigen Ablagerungen des Mittelpaläolithikums lagen zwei insgesamt über 2,5 m mächtige jungpaläolithische Schichten, die von Daleau zunächst dem Solutréen und Magdalénien zugewiesen wurden, nach einer Prüfung durch Henri Breuil aber den älteren Kulturen Aurignacien und Gravettien angehören. Nach der Abtragung dieser Schichten wurden an den Felswänden 1883 erstmals Linien gesehen. Im Jahre 1896 wurden gravierte Tierfiguren entdeckt, wobei in den Gravuren zum Teil noch Farbreste erhalten waren. Später wurde ein weiterer Gang mit Wandbildern freigelegt.
Die Höhle, die möglicherweise ein Heiligtum war, diente den Cro-Magnon-Menschen zeitweise auch als Wohnplatz.

## Lage
Die Höhle von Pair-non-Pair liegt in der Nähe des Dorfes Marcamps im Département Gironde im Südwesten Frankreichs. Im Süden fließt die Dordogne. Die größte Stadt in der Umgebung ist das etwa 22 km entfernte Bordeaux.
300 Meter entfernt liegt die 1873 von François Daleau entdeckte Grotte des Fées.
In der Nähe befindet sich auch der Fels von Marcamps (Roc de Marcamps), 1929 von P. David und Georges Malvesin-Fabre (1893–1956) entdeckt.

## Stratigraphie
- A  keine Funde
- B  keine Funde
- C  keine Funde
- D  Gravette-Spitzen, Bogenstichel, Moustérien-Spitzen
- K  zahlreiche Bogenstichel, Gravette-Spitzen, Rückenmesser
- D‘ oben       Moustérien-Faustkeile, Bogenstichel, Gravette-Spitzen
- D‘ unten Châtelperronien-Spitzen
- E  Châtelperronien-Spitzen
- F  Moustérien-Faustkeile
- F‘  keine Funde

Da die Höhle fast komplett mit Sedimenten ausgefüllt war, musste Daleau sie Schicht für Schicht freilegen. Das Längsprofil zeichnete er sorgfältig in sein Exkursionsbuch. Die hier abgebildeten Schichten A–F’ stammen aus dem vorderen Teil der Höhle und wurden von B. und G. Delluc 1991 zusammengefasst.
A. Cheynier legte 1963 die archäologischen Funde erneut vor und unterteilte sie in verschiedene Besiedlungshorizonte: Moustérien (Typ Quina, Moustérien in Acheul-Tradition), Châtelperronien, Aurignacien und Gravettien (Périgordien).
Das Gravettien stellt somit das Ende der Besiedlung der Höhle von Pair-non-Pair dar, da zu diesem Zeitpunkt eine Nutzung aufgrund der Sedimentverfüllung schon nicht mehr möglich war.

## Stein- und Knochenindustrie
Die Höhle deckt die Horizonte vom Moustérien bis zum Magdalénien ab, wie die gefundenen Steinartefakte belegen.
Allgemein wurden die Schichten nach F. Daleau wie folgt datiert: Die ältesten Schichten F und F’ in das Moustérien, K und D’ in das Solutréen und die jüngsten Schichten B, C und D in das Magdalénien.
Anhand der Stein- und Knochenartefakte konnte François Daleau vier Besiedlungsperioden der Höhle zusammenfassen.
Das Moustérien stellt den Beginn der Besiedlung in der Höhle dar. Der Neandertaler lebte vor allem im Mittelpaläolithikum in der Höhle von Pair-non-Pair. Kennzeichnend hierfür sind Typ Quina und Moustérien v. Acheul-Tradition.
Die zweite Besiedlungsphase ist folglich das Châtelperronien (35.000–30.000), also die Übergangszeit von Mittel- zum Jungpaläolithikum. Zu dieser Zeit wurde die Höhle noch vom Neandertaler besiedelt. Die kennzeichnenden Steinartefakte sind hier die Châtelperronien-Spitzen.
Im Aurignacien, der dritten Besiedlungsphase, setzt sich dann allmählich der Homo sapiens sapiens in Europa durch, der auch die Höhle von Pair-non-Pair besiedelt. Ausschlaggebend sind hier die Klingen, Pfriemen und Lochstäbe. Vor allem die Knochenspitzen mit gespaltener Basis sind für das Aurignacien von Bedeutung.
In der vierten und letzten Besiedlungsperiode, dem Gravettien, kann man die Gravette-Spitze als sichere Leitform zuordnen. Das Gravettien (Perigordien) ist der jüngste und wichtigste Besiedlungshorizont. Aus dieser Phase stammen hauptsächlich Font-Robert-Spitzen, Knochenstäbe mit Zierkerben, doppelte Geschossspitzen und Anhänger aus Elfenbein in Form einer Kaurischnecke.
Interessant sind die dort gefundenen Fragmente einer Flöte aus Vogelknochen.

## Felsbilder
Doch die interessantesten Funde aus der Höhle von Pair-non-Pair sind zweifelsfrei die Tiergravierungen.
Diese befinden sich im vorderen Teil der Höhle, direkt im Eingangsbereich. Der ringsum verzierte Saal gehört zu den ältesten sog. „Heiligtümern“. Wie auch hier in Pair-non-Pair wurden diese Heiligtümer meist im Eingangsbereich einer Höhle angelegt.
Durch einen Schacht in der Decke konnten die paläolithischen Künstler im Halbdunkel die Gravierung der Wände vornehmen. Jedoch war die Höhle am Ende des Gravettien fast völlig verfüllt, sodass es zu dieser Zeit sehr unbequem und eng in der Höhle gewesen sein muss. Das wirft sogleich die Frage nach der Datierung der Felsbilder auf.
Schon F. Daleau hielt die Felsbilder anschaulich in seinem Exkursionsbuch fest. Anhand seiner Aufzeichnungen konnten die Felsbilder in sechs Tafeln eingeteilt werden.
Die Tierdarstellungen scheinen in einem bestimmten Schema angelegt worden zu sein. Ein wichtiger Hinweis für die Datierung der Felsbilder sind die zahlreichen Überlagerungen. Diese könnten somit aus verschiedenen Zeiten stammen. Neben den Tierdarstellungen treten auch Kreis- und Ovalzeichen auf, welche man als weibliche, sexuelle Darstellungen deutet.
André Leroi-Gourhan ordnete 1971 die Felsbilder von Pair-non-Pair anhand von Vergleichen mit Felsmalereien aus anderen Höhlen in den Stil II ein, der ins Gravettien fiele.
Der Stil II lässt sich folgendermaßen definieren: Die Rückenlinie der Tiere ist stark betont, sie haben meist einen erhobenen Hals, periphere Details wie Hörner, Beine oder Schwanz fehlen gänzlich. Tafeln 1, 2, 3 und 5 enthalten Kreis- und Ovalzeichen mit Doppellinie, sie lösen in Periode II die weiblichen sexuellen Darstellungen aus Periode I ab; Männliche Stichreihen sind auf allen Bildtafeln zu erkennen, auf Tafel 5 doppelte Punktreihe über der Rind-Pferd-Gruppe.

## Fauna
Die Fauna von Pair-non-Pair ist aufgrund der zahlreichen Knochenfunde sehr genau rekonstruiert. Rund 60 Tierarten konnten bestimmt werden. Zu den Karnivoren gehören der Höhlenbär, Wolf oder auch der Höhlenlöwe. Des Weiteren das Wildschwein, das Rentier, der Hirsch, sowie das Nashorn und das Mammut, die ebenfalls zur Fauna von Pair-non-Pair gehörten. Sehr viele dieser Tiere wurden in die Wände der Höhle eingeritzt. Interessant ist jedoch, dass der Steinbock, der am häufigsten in der Höhle abgebildet ist, keinerlei Spuren in Form von Knochen in Pair-non-Pair und Umgebung hinterlassen hat.
Anhand der gefundenen Knochenreste kann man auf die klimatischen Bedingungen der damaligen Zeit schließen. In den kälteren Perioden jagte man Rentier, Mammut oder Bison. In den wärmeren Abschnitten hingegen verstärkt Auerochse, Wildschwein und Hirsch.

## Datierung
Die Datierung der Felsbilder von Pair-non-Pair ist umstritten. Wenn man die Einzelfunde als Hilfsmittel zur Datierung heranzieht, könnte man den Entstehungszeitraum auf Aurignacien bis Solutréen beschränken, der allerdings immerhin 10.000 Jahre umfasst. Der terminus ante quem wäre: Die Gravierungen liegen unter einer Gravette-Schicht, d. h. die Bilder müssen davor entstanden sein.
Eine Datierung anhand des Stils bringt das Ergebnis, dass die Bilder in der Zeit vom Gravettien bis zum Solutréen entstanden sein müssten. Hierzu gibt es eine sehr gute Parallele im Abri von Labattut, wo man zwischen zwei Gravettienschichten eine sehr ähnliche Pferdedarstellung fand.
Francois Daleau datierte die Gravierungen anhand archäologischer Funde in das Aurignacien. Anhand von Vergleichen mit Bildern aus der Grotte Chauvet werden einige der Gravuren heute ebenfalls in das Aurignacien datiert. Die zahlreichen Überlagerungen der Tiere legen ebenfalls die Vermutung nahe, dass die Bilder zu verschiedenen Zeiten entstanden sein könnten. Einige der Tiere wären demnach schon im Aurignacien, die besser erhaltenen erst im Gravettien entstanden.
Interessant ist der Vorgang der Bemalung an sich. Die Menschen des Aurignacien müssten die Bilder im Stehen angefertigt haben, die des Gravettien hätten das nur noch im Liegen tun können, da die Höhle zu dieser Zeit schon wesentlich weiter verfüllt war. Aus dieser Sicht würde eine partielle Datierung ins Aurignacien plausibel erscheinen. Das Ende des Gravettien stellt die Grenze dar, da zu dieser Zeit die Höhle nicht mehr begehbar war und keine Besiedlung mehr stattfinden konnte.